# Насичений розчин

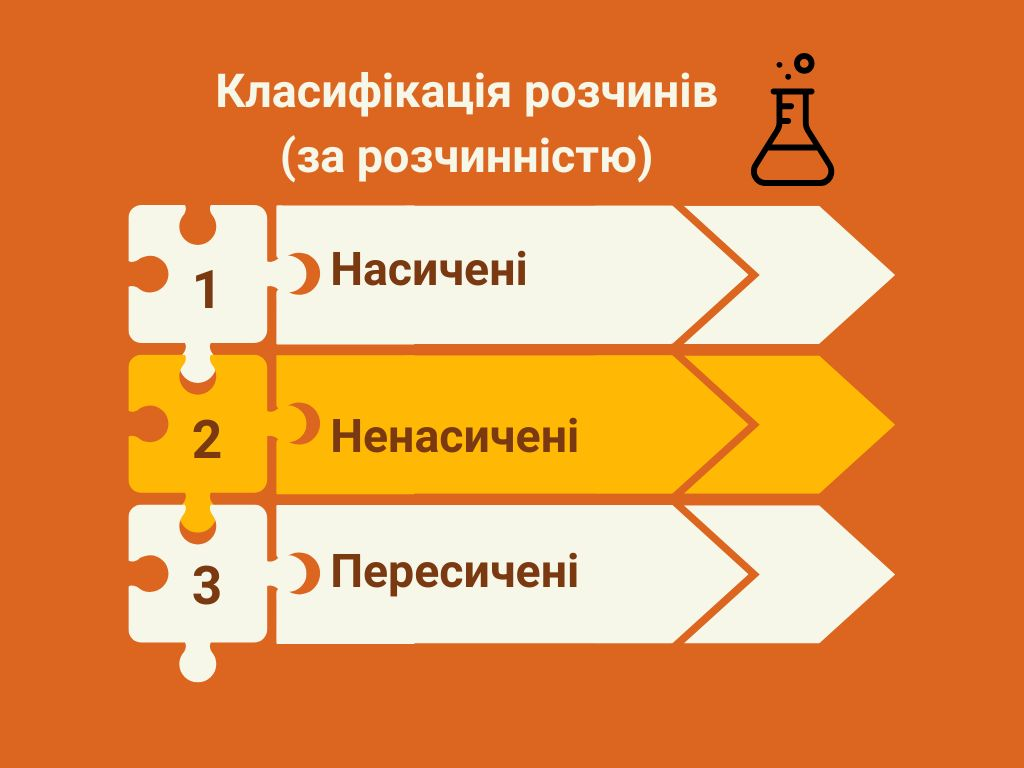
Класифікація розчинів

Наси́чений ро́зчин — розчин, в якому розчинена речовина за даних умов досягла максимальної концентрації і більше не розчиняється. Осад даної речовини знаходиться в рівноважному стані з речовиною в розчині.
При виготовленні насиченого розчину до розчинника додають звичайно таку кількість розчинюваної речовини, щоб частина її залишалася нерозчинною, скільки б розчин не розмішували і не збовтували. Однак у практиці звичайно користуються ненасиченими розчинами, тобто такими, в яких при даній температурі розчинювана речовина може ще розчинятися (до утворення насиченого розчину).

## Використання насичених розчинів
До насичених розчинів можна віднести газовані напої (рідина насичена вуглекислим газом), у природі -це ґрунтові води, бо вони містять  розчини солей Кальцію та Кремнію.
Також насиченим розчином ми можемо вважати повітря.Основою такого розчину є суміш газів- азоту і кисню, а зміст водяної пари варіюється, тому при насиченні вода конденсується, що свідчить про те, що в цій системі існує динамічна рівновага реагентів.Але, через те,що цей процес природній,людина не може вплинути на нього.
Штучно, людина може змінити концентрацію розчину, що  вже існує,  збільшуючи масу розчинника (наприклад, долити води), або нагріванням,тоді розчин або повністю втрачає вологу і стає кристалом.

## Кристалізація насичених розчинів
При одержанні солі харчової, використовують метод кристалізації або випаровування розчинів.
Вчені розробили методи, які дозволяють отримати сіль із суспензії,яка містить 30-40% солі методом згущення,промивки, освітлення і подальшого випаровування розчину солі.Далі-розчин центрифугують і випаровують.Цикли повторюють декілька раз.